# 棠棣镇
棠棣镇，是中华人民共和国湖北省孝感市安陆市下辖的一个乡镇级行政单位。

## 行政区划
棠棣镇下辖以下地区：
李元社区、棠棣村、董湾村、金泉村、黎龙村、联合村、轭头村、杨巷村、石河村、新湾村、桃元村、方卢村、花园村、蒋梅村、松林村、胡巷村、长岗村、务丰村、金龙村、河德村、回龙村、陈河村、张陈村、天灯村、墩塘村、十里村、胡棚村、百花村、三冲村和董榨村。